# Lubovo (Šipovo)
Lubovo (szerbül: Лубово) falu Bosznia-Hercegovinában, Bosanska krajina területén, a Szerb Köztársaságban, Šipovo községben. 

## Fekvése
Bosznia-Hercegovina közép-nyugati részén, Banja Lukától légvonalban 52, közúton 83 km-re délre, községközpontjától légvonalban 3 km-re, közúton 4 km-re északnyugatra, a Mladačka- és a Trnovica-patakok összefolyásánál, a Borovica-hegység lábánál, 550 – 700 méter közötti tengerszint feletti magasságban található.

## Népessége
| Nemzetiségi csoport | Népesség 1991 | Népesség 2013 |
| ------------------- | ------------- | ------------- |
| Szerb               | 118           | 56            |
| Bosnyák             | 77            | 0             |
| Horvát              | 0             | 0             |
| Jugoszláv           | 1             | 0             |
| Egyéb               | 0             | 0             |
| Összesen            | 196           | 56            |

## Története
A területén talált régészeti leletek tanúsága szerint Lubovón már a neolítikumban is éltek emberek. A kőkorszaki település maradványait a Crljenice-hegység lábánál, a Ljubovačka-patak forrásánál találták meg. A nagy területű település határában három ismert bronzkori erődítmény maradványa is található, melyek még a vaskorban is használatban voltak. Mindez azt jelenti, hogy itt a bronzkorban és a vaskorban is több település léteztett és élénk társadalmi élet folyt. Az erődítmények közül a Gradinán állt erődített település egészen az ókor végéig működött. A Janj és a Pliva völgyében az Orbász, a Száva és a Boszna folyók közötti területet a római hódításig maezei törzsszövetséghez tartozó sapuata és emantina illír törzsek uralták. Az itt talált erődök valószínűleg az ő építményeik voltak. A vratnicei középkori temető sírkövei arról tanúskodnak, hogy a középkorban itt a kereszténység eretnek irányzatának tekintett bogumilok települése állt. A legrégebbi ilyen sírkövek a 12. század második feléből származnak, de csak a 14-15. században terjedtek el. Bosznia-Hercegovina, Szerbia, Horvátország és Montenegró területén mintegy 3300 helyszínen körülbelül hetvenezer ilyen stećak található.
A település 1878-ig tartozott az Oszmán Birodalomhoz, majd az Osztrák-Magyar Monarchia része lett. 1879-ben az első osztrák-magyar népszámlálás során Šipovo község részeként a faluban 45 házat és 290 ortodox szerb lakost számláltak. 1910-ben a településen 110 házat, 373 ortodox szerb és 222 muszlim lakost találtak.A monarchia szétesésével 1918-ben előbb a Szerb-Horvát-Szlovén Királyság, majd 1929-től a Jugoszláv Királyság része. Jugoszlávia megszállása után a falu a Független Horvát Állam (NDH) része lett.
1945-től a település a szocialista Jugoszlávia része volt. A településen az 1991-es népszámlálás adatai szerint 458-an éltek. A Bosznia-Hercegovinában zajló polgárháború idején a Visoko Krajina többi településéhez hasonlóan a Boszniai Szerb Köztársaság része volt. A területén 1995 szeptemberéig nem volt háborús hadművelet, ekkor azonban a település területét a Horvát Köztársaság fegyveres ereje megszállta. A horvát csapatok elől a lakosság elmenekült. A daytoni békeszerződés aláírása után a település a Szerb Köztársasághoz, azon belül Šipovo községhez került. 

## Nevezetességei
- Crljenice – őskori erődítmény maradványai a település északi részén a Crljenice-hegység magaslatán. A hegység oldalában számos bronzkori és vaskori kerámia töredéke került elő, melyek az erődítmény korát is meghatározzák.[4]

- Glavice - őskori erődítmény maradványai a település nyugati részén emelkedő magaslaton. Az erődítményt tumulus határolja, a lelőhelyen pedig számos bronzkori és vaskori kerámia töredéke került elő.[4]

- Gradina – őskori erődítmény és késő ókori menedékvár maradványai a település északkeleti részén emelkedő 937 magasságú, Gradina nevű hegyen. A meredek oldalú hegy platóját három oldalról védőfalak, a negyedik oldalon pedig sánc védte. Az erődítmény falain belül lakóépületek, egy védelmi célokat szolgáló tumulus és a legmagasabb ponton egy kisebb erőd maradványai találhatók. A leletek főként vaskori és késő ókori kerámiák töredékeiből állnak.[4]

- Suknjanin Do – őskori település maradványai a Crljenice-hegység lábánál, a Ljubovačka-patak forrásánál. A szondázó ásatás során két kőszekerce és számos kerámiatöredék került elő. Korát az újkőkorszakra teszik.[4]

- Vratnice – késő középkori temető maradványai 30 db stećak sírkővel, melyek észak-déli tájolásúak.[4]